# Воронін Артем Ігорович
Артем Ігорович Воронін (рос. Артём Игоревич Воронин; 22 липня 1991, м. Видне, Московська область, СРСР) — російський хокеїст, центральний нападник. Виступає за «Атлант» (Митищі) у Континентальній хокейній лізі.
Вихованець хокейної школи «Крила Рад» (Москва). Виступав за «Спартак» (Москва), МХК «Спартак», «Крила Рад» (Москва), «Сокіл» (Красноярськ).
У чемпіонатах КХЛ — 157 матчів (4+9), у плей-оф — 1 матч (0+0).
У складі молодіжної збірної Росії учасник чемпіонату світу 2011.
Досягнення
- Переможець молодіжного чемпіонату світу (2011).